# Witki, Warmińsko-Mazurskie
Witki [ˈvʲitkʲi] (tiếng Đức: Aßmanns)  là một ngôi làng thuộc khu hành chính của Gmina Bartoszyce, thuộc huyện Bartoszycki, Warmińsko-Mazurskie, ở phía bắc Ba Lan, gần biên giới với tỉnh Kaliningrad của Nga. Nó nằm khoảng 6 kilômét (4 mi)   về phía đông của Bartoszyce và 58 km (36 mi)     về phía đông bắc của thủ đô khu vực Olsztyn.
Trước năm 1945, khu vực này là một phần của Đức (Đông Phổ).